# Zneužívání návykových látek

Některé drogy na škále jejich škodlivosti a rizika vzniku závislosti

Zneužívání návykových látek je pravidelné užívání látek (drog) v množství nebo způsobem, které daného jedince či ostatní poškozují. Příčinu tohoto jevu není možné snadno definovat, protože obvykle neexistuje důvod jediný, ale celý soubor příčin. Obvykle začíná jako zvyk či zlozvyk a často se mění v drogovou závislost, chronické a poškozující onemocnění. Termín samotný má samozřejmě množství definic, všechny se však týkají užívání psychoaktivních látek či látek zvyšujících výkonnost z nelékařských důvodů a zahrnují negativní chápání jevu samotného. V lékařství se zneužívání omamných a psychotropních látek obvykle označuje termínem abusus (také abúzus). Častý je též zneužívání psychotropních léčiv (dle MKN-10 diagnóza F10—F19) či substancí nezpůsobujících závislost (např. laxativa či steroidy - dle MKN-10 dg. F55).
K drogám, které se v souvislosti se zneužíváním nejčastěji objevují, patří alkohol, amfetaminy, barbituráty, benzodiazepiny, kokain, metakvalon či opioidy. Užívání většiny z nich je trestné, navíc vede k častým zdravotním, sociálním a psychologickým dopadům na uživatele. Pod vlivem drog navíc dochází k četným případům antisociálního jednání a z dlouhodobého hlediska hrozí změny osobnosti.